# Araneus lixicolor
Araneus lixicolor är en spindelart som först beskrevs av Tamerlan Thorell 1895. Araneus lixicolor ingår i släktet Araneus och familjen hjulspindlar.
Artens utbredningsområde är Myanmar. Inga underarter finns listade i Catalogue of Life.